# Åtvidabergs köping
Denna artikel handlar om den tidigare kommunen Åtvidabergs köping. För orten se Åtvidaberg, för dagens kommun, se Åtvidabergs kommun.
Åtvidabergs köping var en tidigare kommun i Östergötlands län. 

## Administrativ historik
Inom Åtvids landskommun inrättades 30 maj 1902 i orten Åtvidaberg ett municipalsamhälle, benämnt Åtvidabergs municipalsamhälle. 1 januari 1947 (enligt beslut 18 oktober 1946) ombildades landskommunen till en köping benämnd Åtvidaberg varvid municipalsamhället upplöstes.
Köpingen ombildades 1 januari 1971 till Åtvidabergs kommun.

### Kyrklig tillhörighet
Köpingen hörde till Åtvids församling.

## Heraldiskt vapen
Blasonering:  I fält av guld ett rönt treberg, belagt med ett koppartecken av guld, och däröver en med en hyvel av guld belagd grön ginstam.
Detta vapen fastställde för den dåvarande köpingen år 1947. Efter kommunbildningen 1971 registrerades vapnet i PRV för den nya enheten enligt de nya reglerna år 1974. 

## Geografi
Åtvidabergs köping omfattade den 1 januari 1952 en areal av 162,77 km², varav 143,89 km² land.

### Tätorter i köpingen 1960
| Tätort     | Folkmängd |
| ---------- | --------- |
| Åtvidaberg | 6 398     |
| Berg       | 303       |

Tätortsgraden i köpingen var den 1 november 1960 86,3 procent.

## Politik

### Mandatfördelning i Åtvidabergs köping 1946–1966
| 2 | 21 | 5 | 2 |

| 28 |

| 23 |  | 2 | 3 |  |

| 28 |

| 22 | 2 | 4 | 2 |

| 27 |

| 21 | 3 | 3 | 3 |

| 27 |

| 21 | 3 | 4 | 2 |

| 26 |

| 20 | 3 | 4 |  | 2 |

| 26 |